# Hooghly-Chinsurah
Hooghly-Chinsurah (Hooghly apareix com Hugli i Hughli; Chinsurah apareix com Chinsura i Chuchura) (bengalí চূঁচূড়া) és una municipalitat de Bengala Occidental a l'Índia, formada per la unió (1865) de dues ciutats, Hooghly i Chinsurah, a poca distància una de l'altra.

## Ciutat
Està a la vora del riu Bhagirathi-Hoogly o simplement Hugli (Hooghly) a uns 35 km al nor de Kolkata (Calcuta). La municipalitat és capital del districte d'Hooghly (estrictament la seu del govern està a Chinsurah). Està integrada a la regió de la Kolkata Metropolitan Development Authority (KMDA). Al cens del 2001 figura amb 170.201 habitants (el 1901 eren 29.383 habitants i el 1881 fins a 31.177 habitants).

## Història
El 1537 els portuguesos van establir una factoria a Gholghat, prop de la posterior ciutat d'Hugli (Hooghly). Als portuguesos es deu la construcció de la moderna ciutat, quan el 1579 quan van fundar algunes estructures religioses (l'església de Santa Maria) i administratives.
El 1629, a causa dels pirates portuguesos a Chittagong i del fet que Shah Jahan, ara emperador, no havia obtingut vuit anys abans (1621) l'ajut portuguès en la revolta contra el seu pare i havia estat tractat com un rebel, el que tenia molt present, el sobirà mogol va decidir conquerir Hugli, i va enviar un exèrcit contra la ciutat el 1632. La factoria portuguesa fou capturada pels mogols després de tres mesos i mig de setge i la seu imperial que era a Satgaon s'hi va traslladar amb tota la documentació i arxius. L'estàtua de la Mare Maria, que els portuguesos es van emportar en la fugida, va acabar al fons del riu quan els arquers locals van atacar al grup en retirada; quan després fou trobada per la població a la vora del riu va començar una certa devoció per la imatge; els portuguesos foren fets presoners i condemnats a mort, però els elefants que havien de matar als presoners els van respectar miraculosament i l'emperador va perdonar als portuguesos (1633) i els va donar una peça de terra a la riba del riu, a Bandel, on podien instal·lar la Mare Maria pel culte local; es va construir una església que va esdevenir molt popular entre els viatgers i comerciants, especialment portuguesos i va esdevenir el patró dels comerciants portuguesos a l'Índia. Un capità que s'havia salvat d'un naufragi suposadament per la invocació de l'estàtua, va donar el masteler del vaixell a l'església, que encara subsisteix. L'església va ser arranjada vers 1985 i ha estat declarada basílica pel Papa.
Els britànics van establir una factoria a Hugli el 1651 després d'obtenir (1640) un firman concedit per l'emperador al metge Boughton, un cirurgià anglès que havia curat a la filla preferida del sobirà.
Els holandesos es van establir a Chinsura el 1656. El 1685 es va produir una disputa entre el nawab de Bengala i els britànics d'Hugli i aquestos hi van enviar un contingent militar de protecció des de Madras (1686); la pau estava a punt a'rranjar-se però l'octubre de 1688 tres soldats anglesos foren atacats al mercat i conduïts a la residència del governador, però després d'algunes lluites al carrer i del bombardeig de la ciutat (que va cremar en part destruint centenars d'edificis incloent magatzems de la Companyia), la residència del governador fou ocupada pels anglesos que van dominar la ciutat; posteriorment, després d'aquest primer conflicte amb els mogols, per un acord, la factoria fou abandonada el 1690 en favor de Calcuta llavors anomenada Sutanuti o Sutanati.
El 1759 una força britànica sota el coronel Forde que anava cap a Chandernagor fou atacada per la guarnició holandesa de Chinsurah i es va lliurar la batalla de Chinsurah (25 de novembre de 1759) en la que en mitja hora els holandesos foren derrotats. El 1795, els britànics van ocupar Chinsurah però a la pau del 1814 fou restaurada als holandesos. El 1825 Holanda va cedir Chinsurah i altres possessions als britànics a canvi de les possessions britàniques a Sumatra.
El 1865 es va formar la municipalitat amb les dues ciutats. Del 1871 al 1875 la capital del districte fou a Hugli, i del 1879 a 1884 a Chinsurah; la resta del temps el govern residia a Burdwan on va tornar el 1884 fins al 1896 quan es va establir definitivament a Chinsurah

## Llocs interessants
- Temple de Shandeshwar
- Ghorir More (Torre del rellotge)
- Església diocesana
- Cementiri holandès
- Església armènia

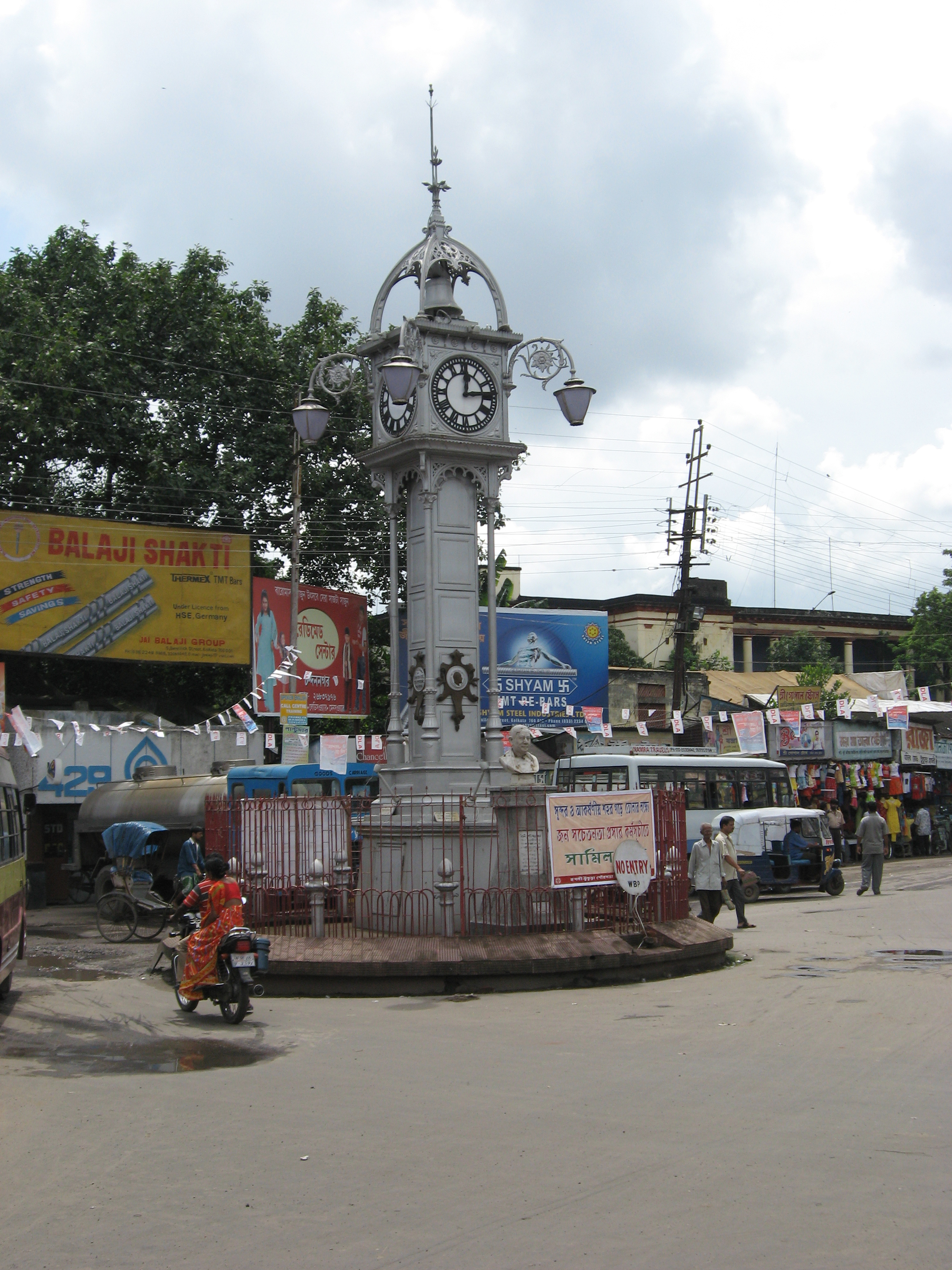
Torre del rellotge

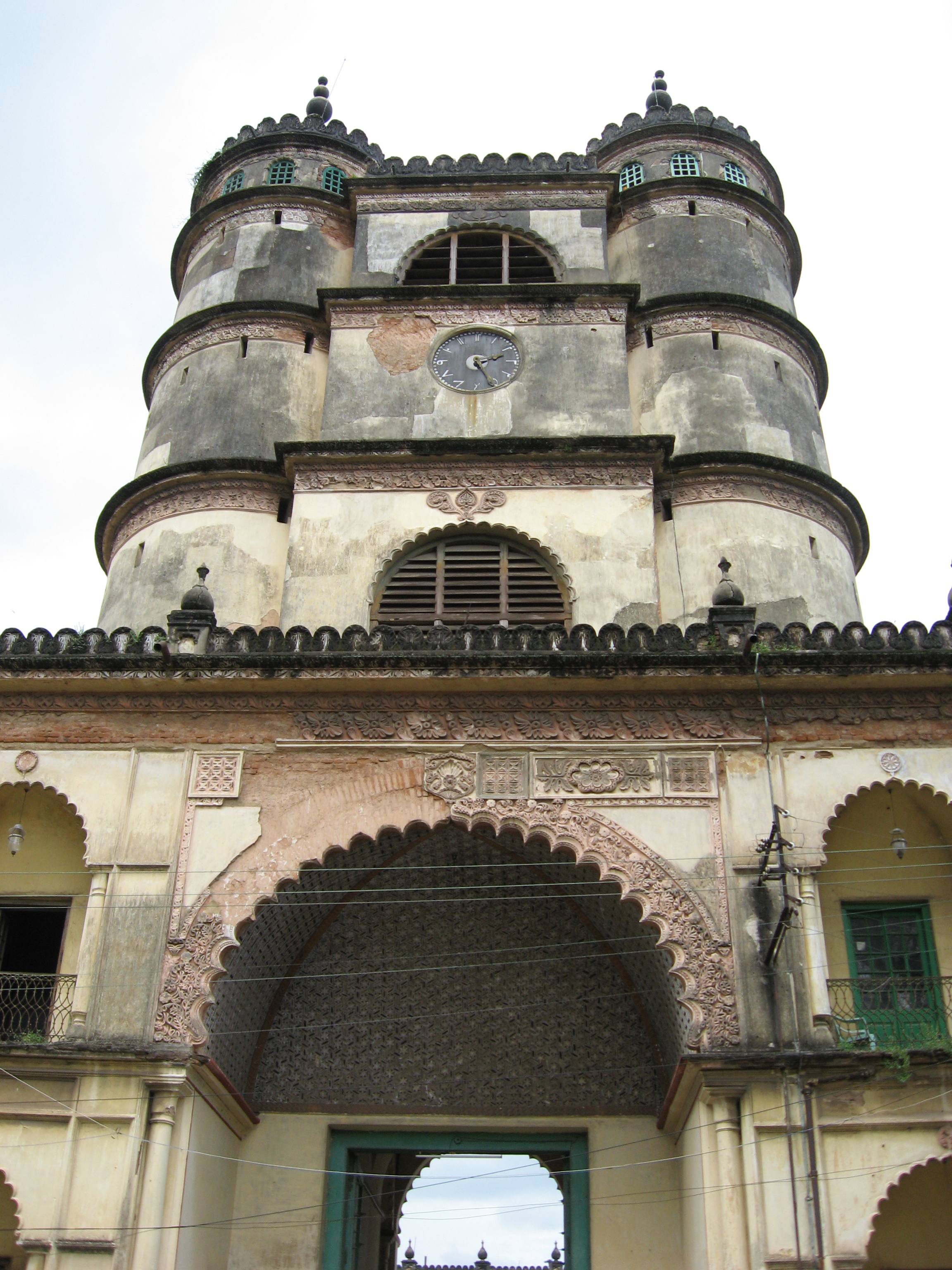
Mesquita Imambara

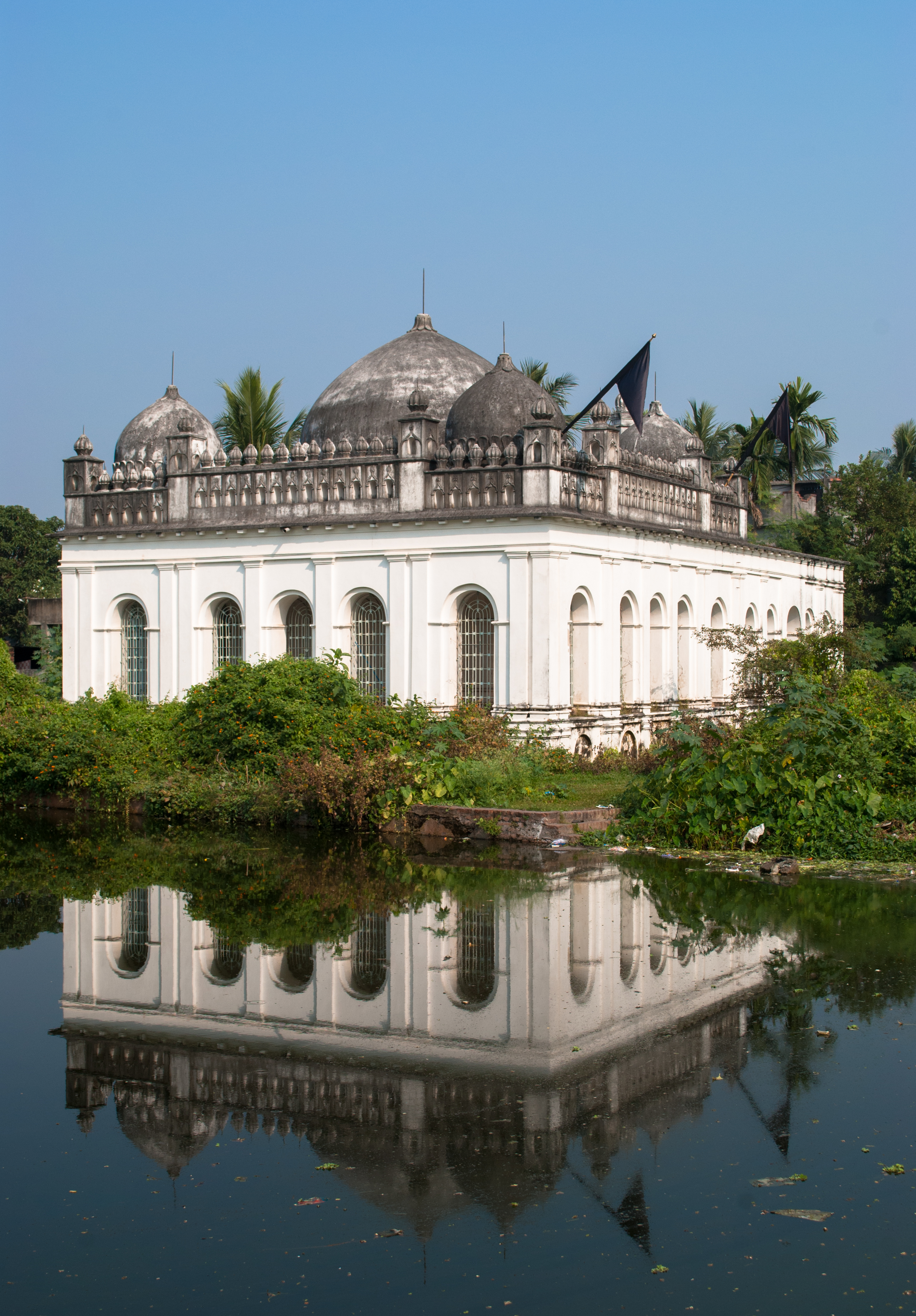
Mosque of Chinsura

- Hooghly Imambara (mesquita xiïta)
- Maidan de Chinsurah
- Temple de Mahishmardini
- Jutjats del Districte
- Ghats al riu.

A la proximitat hi ha:
- Església de Bandel
- Museu francès de Chandernagor